# 아이티의 행정 구역
다음은 아이티의 행정 구역에 관한 서술이다. 아이티는 10개의 주로 나뉘어 있으며 10개의 주는 42의 군으로 나뉜다.